# Eket (langue)
L’eket est une langue ibibio-efik parlée dans l’État d'Akwa Ibom au Nigeria.